# Calle Halfvarsson
Carl-Christian « Calle » Halfvarsson, né le 7 mars 1989 à Sågmyra, dans la commune de Falun, est un fondeur suédois. 
Skieur polyvalent avec des résultats en sprint et distance ainsi qu'en style libre et classique, il signe son meilleur résultat international avec une troisième place au Tour de ski 2014-2015. Il décroche trois podiums en relais lors des Championnats du monde avec deux médailles d'argent et une de bronze.

## Biographie
En 2008, Calle Halfvarsson devient champion du monde junior du sprint en Italie pour sa première compétition avec l'équipe nationale. Il commence sa carrière en Coupe du monde en mars 2009 à Stockholm et marque ses premiers points en décembre 2010 au sprint de Ruka, puis est notamment neuvième du sprint à Liberec. Il monte sur plusieurs podiums avec le relais à partir de 2011 et remporte une médaille d'argent aux mondiaux 2013 en relais en compagnie de Daniel Richardsson, Johan Olsson et Marcus Hellner. Son premier succès majeur intervient lors du Tour de ski 2013-2014, le sprint en style libre à Oberhof.
En janvier 2015, il se classe troisième du Tour de ski, son meilleur placement sur une course à étapes.
La saison suivante est plus difficile pour lui car ponctuée de problèmes physiques et ne lui apporte aucun podium, mis à part une médaille d'argent en relais aux Mondiaux de Falun, où il est aussi sixième du skiathlon.
Il fait un important retour lors de l'hiver 2016-2017, terminant deuxième du sprint inaugural de Ruka (qui est en fait son premier podium proprement en Coupe du monde de sprint) puis gagnant les deux premières étapes du mini-Tour de Lillehammer, un sprint et un dix kilomètres libre. Il est de nouveau médaillé de bronze en relais aux Championnats du monde 2017 à Lahti, où il finit deux fois neuvième en individuel également.
Aux Jeux olympiques d'hiver de 2018, à Pyeongchang, il est treizième du sprint classique, neuvième du quinze kilomètres libre, quatrième du sprint par équipes et cinquième du relais.

## Vie privée
Il a entretenu une relation amoureuse avec la fondeuse Jennie Öberg, mais se sont séparés en 2018.

## Palmarès

### Jeux olympiques d'hiver
| Épreuve / Édition   | Sprint                           | Sprint                           | 15 km                            | 15 km                            | Skiathlon 2 × 15 km | 50 km | Relais | Relais    |
| Épreuve / Édition   | libre                            | classique                        | libre                            | classique                        | Skiathlon 2 × 15 km | 50 km | Sprint | 4 × 10 km |
| JO 2014 Sotchi      | 17e                              | Épreuve inexistante à cette date | Épreuve inexistante à cette date | —                                | —                   | —     | —      | —         |
| JO 2018 Pyeongchang | Épreuve inexistante à cette date | 13e                              | 9e                               | Épreuve inexistante à cette date | DNF                 | DNF   | 4e     | 5e        |

Légende :
- : pas d'épreuve
- DNF : abandon
- — : Non disputée par Calle Halfvesson

### Championnats du monde
| Épreuve / Édition           | Sprint                           | Sprint                           | 15 km                            | 15 km                            | Skiathlon 2 × 15 km | 50 km | Relais | Relais                    |
| Épreuve / Édition           | libre                            | classique                        | libre                            | classique                        | Skiathlon 2 × 15 km | 50 km | sprint | 4 x 10 km                 |
| Mondiaux 2013 Val di Fiemme | Épreuve inexistante à cette date | 7e                               | 6e                               | Épreuve inexistante à cette date | 7e                  | —     | —      | Médaille d'argent, monde  |
| Mondiaux 2015 Falun         | Épreuve inexistante à cette date | 13e                              | 49e                              | Épreuve inexistante à cette date | 6e                  | 24e   | 9e     | Médaille d'argent, monde  |
| Mondiaux 2017 Lahti         | 9e                               | Épreuve inexistante à cette date | Épreuve inexistante à cette date | 9e                               | 20e                 |       | —      | Médaille de bronze, monde |
| Mondiaux 2019 Seefeld       | 21e                              | Épreuve inexistante à cette date | Épreuve inexistante à cette date | 16e                              | —                   |       | 4e     | 5e                        |
| Mondiaux 2021 Oberstdorf    | Épreuve inexistante à cette date | -                                | -                                | Épreuve inexistante à cette date | Abandon             | -     | -      | -                         |

Légende :
- : première place, médaille d'or
- : deuxième place, médaille d'argent
- : troisième place, médaille de bronze
- : pas d'épreuve
- — : Non disputée par Calle Halfvarsson

### Coupe du monde
- Meilleur classement général : 5e en 2014 et 2015.
- 19 podiums : 
  - 9 podiums en épreuve individuelle : 3 deuxièmes places et 6 troisièmes places.
  - 4 podiums en épreuve relais par équipes : 3 deuxièmes places et 1 troisième place.
  - 3 podiums en épreuve par équipes mixte : 1 victoire, 1 deuxième place et 1 troisième place.
  - 3 podiums en épreuve sprint par équipes :  1 victoire, 1 deuxième place et 1 troisième place.

#### Courses par étapes
- Nordic Opening : 3 podiums d'étape, dont 2 victoires.
- Tour de ski (3e en 2015) : 5 podiums d'étape, dont 1 victoire.
- Finales : 2 podiums d'étape.

##### Victoires d'étape
| Date             | Lieu        | Pays      | Course         | Discipline |
| ---------------- | ----------- | --------- | -------------- | ---------- |
| 29 décembre 2013 | Oberhof     | Allemagne | Tour de ski    | SP L       |
| 2 décembre 2016  | Lillehammer | Norvège   | Nordic Opening | SP C       |
| 3 décembre 2016  | Lillehammer | Norvège   | Nordic Opening | 10 km L    |

Légende :

SP = sprint

L = libre

C = classique

#### Classements par saison
| Saison / Épreuve | Général | Général | Distance | Distance | Sprint | Sprint | Tour de ski depuis 2007 | Finales depuis 2008/Ski Tour Canadadepuis 2016 | Nordic Opening depuis 2011 |
| ---------------- | ------- | ------- | -------- | -------- | ------ | ------ | ----------------------- | ---------------------------------------------- | -------------------------- |
| Saison / Épreuve | Place   | Points  | Place    | Points   | Place  | Points | Tour de ski depuis 2007 | Finales depuis 2008/Ski Tour Canadadepuis 2016 | Nordic Opening depuis 2011 |
| 2011             | 61e     | 99      | 82e      | 14       | 29e    | 83     | -                       | 30e                                            | 47e                        |
| 2012             | 47e     | 203     | 37e      | 133      | 51e    | 34     | -                       | 29e                                            | 15e                        |
| 2013             | 15e     | 430     | 18e      | 222      | 20e    | 98     | 14e                     | 28e                                            | 15e                        |
| 2014             | 5e      | 615     | 17e      | 179      | 11e    | 204    | 9e                      | 14e                                            | 6e                         |
| 2015             | 5e      | 842     | 4e       | 396      | 11e    | 166    | 3e                      | Épreuve inexistante à cette date               | 6e                         |
| 2016             | 80e     | 50      | 82e      | 8        | 49e    | 42     |                         |                                                |                            |
| 2017             | 21e     | 431     | 22e      | 170      | 14e    | 171    | -                       | -                                              | 5e                         |
| 2018             | 13e     | 478     | 23e      | 167      | 10e    | 187    | Abandon                 | 7e                                             | 10e                        |
| 2019             | 15e     | 538     | 21e      | 216      | 15e    | 162    | 16e                     | -                                              | 4e                         |
| 2020             | 19e     | 408     | 22e      | 177      | 17e    | 109    | 15e                     | -                                              | 9e                         |
| 2021             | 74e     | 50      | 51e      | 48       | 91e    | 2      | Abandon                 | -                                              | -                          |

### Championnats du monde junior
| Épreuve / Édition                 | Sprint                           | Sprint                           | 10 km                            | 10 km                            | 20 km libre | Poursuite 2 × 10 km | Relais |
| Épreuve / Édition                 | libre                            | classique                        | libre                            | classique                        |             | Poursuite 2 × 10 km | Relais |
| Mondiaux 2008 Val Venosta         | Médaille d'or                    | Épreuve inexistante à cette date | Épreuve inexistante à cette date |                                  | 34e         |                     | 13e    |
| Mondiaux 2009 Praz de Lys Sommand | Épreuve inexistante à cette date | 5e                               | 21e                              | Épreuve inexistante à cette date |             | 7e                  | 8e     |

### Championnats de Suède
- 2 titres en 2015 : quinze kilomètres libre et cinquante kilomètres libre.
- Champion sur le sprint en 2018 et 2019.
- Champion sur le quinze kilomètres classique en 2019.

### Coupe de Scandinavie
- 2 podiums.